# Amado Laguna de Rins
Amado Laguna de Rins  (Gistaín, 1849 - Zaragoza, 1907), fue un militar, ingeniero y político, que fue alcalde de Zaragoza.

## Biografía
Nacido en la localidad oscense de Gistaín, cursó sus primeros estudios en el colegio de los Escolapios de Barbastro, trasladándose posteriormente a Zaragoza donde realizó los estudios de secundaria. En 1863, ingresó como cadete en el Colegio de Infantería de Toledo, hasta que en 1866 salió destinado al Regimiento de Navarra Nº 25 con base operativa en Aragón. Intervino en hechos de armas en Cataluña durante la Revolución de 1868 y durante la tercera guerra carlista. Viajó al Imperio alemán (1884) y a Francia (1885) como observador de los ejércitos de esos dos países para poder modernizar el ejército español, obteniendo durante estos años diversas distinciones y reconocimientos. En 1886 pasa a la reserva, si bien antes, ya en 1880 había fundado la empresa Amado Laguna de Rins S.A. y en 1883 La Azucarera de Aragón S.A., dedicada a la transformación de la remolacha, y fomentando el cultivo de la misma, siendo la primera empresa de este tipo en Aragón. Fue el primer presidente y también uno de los principales impulsores de la creación de la Mutua de Accidentes de Zaragoza, fundada en 1905.
Como alcalde de Zaragoza en dos periodos de 01-07-1899 a 20-03-1901 y de 01-01-1903 a 31-12-1903, destaca durante su mandato, la demolición de la antigua cárcel de San José, levantando en su lugar el Mercado Central de Zaragoza.
Tiene una calle dedicada a su memoria en la ciudad de Zaragoza
| Predecesor: Francisco Cantín y Gamboa | Alcalde de Zaragoza 01 de julio de 1899-20 de marzo de 1901     | Sucesor: Justo Belío Palacios      |
| Predecesor: Vicente Fornés Gallart    | Alcalde de Zaragoza 01 de enero de 1903-31 de diciembre de 1903 | Sucesor: Alfredo de Ojeda Perpiñán |